# بكزود خييروف
بكزود خييروف (مواليد 18 ديسمبر 1981) هو ملاكم أوزباكستاني، مثّل بلاده في الألعاب الأولمبية الصيفية 2004.

## روابط خارجية
بكزود خييروف على موقع أوليمبيديا (الإنجليزية)